# Hendrik Nicolaas Boon

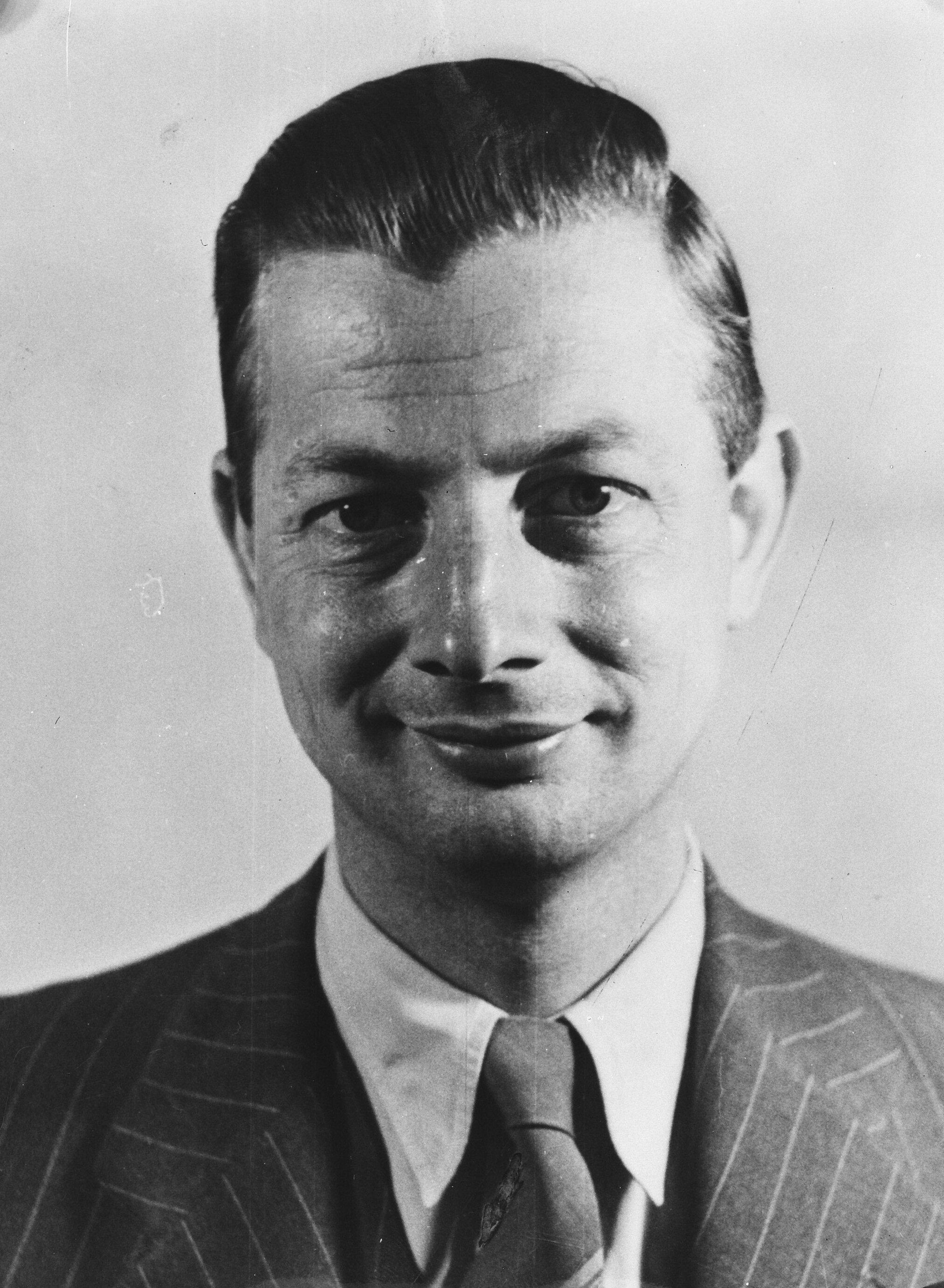
Hendrik Nicolaas Boon

Hendrik Nicolaas ('Han') Boon (Rotterdam, 23 augustus 1911 - 's-Gravenhage, 1 mei 1991) was een Nederlandse diplomaat en schrijver. Hij was onder meer secretaris-generaal van het ministerie van Buitenlandse Zaken en ambassadeur.

## Biografie

### Opleiding
Afkomstig uit een welgesteld Rotterdams koopmansgeslacht (zijn vader was makelaar in koffie en thee), volgde hij het gymnasium op het Christelijk Lyceum in Zeist en studeerde vervolgens geschiedenis, archeologie en Assyrische taal- en letterkunde in Leiden (kandidaatsexamen 1932). Na het behalen van zijn diploma aan de School of International Studies in Genève deed hij zijn doctoraal examen (cum laude) in moderne geschiedenis, economie en staatsinrichting in Leiden (1934).
Daarna studeerde hij aan het Historical Institute (University of London) (1934), de Sorbonne in Parijs (1935), en promoveerde vervolgens bij Johan Huizinga tot doctor in de Letteren en Wijsbegeerte aan de Universiteit Leiden (1936).

### Loopbaan en standplaatsen
- Ministerie van Buitenlandse Zaken (Den Haag): 1936-1938
- Madrid: 1936-1938
- Brussel: 1939-1940
- Washington: 1940-1946
- Tsjoengking: 1946
- Batavia: 1946-1947, politiek adviseur van gouverneur-generaal Huib van Mook
- Nanking: 1947
- Ministerie van Buitenlandse Zaken (Den Haag). Als secretaris-generaal reorganiseerde hij het departement: 1947-1952
- Rome: 1952-1958, ambassadeur
- Carácas: 1958-1961, ambassadeur
- Parijs: 1961-1967, permanent vertegenwoordiger bij de OESO
- Brussel: 1967-1970, permanent vertegenwoordiger bij de NAVO
- Rome: 1970-1976, ambassadeur

### Conflict met Max van der Stoel
In zijn boek uit 1976 deed Boon een boekje open over het kabinet-Den Uyl, waarvan hij vooral de minister van Buitenlandse Zaken Max van der Stoel bekritiseerde. In 1983 deed hij dit nog eens dunnetjes over toen hij de benoeming van Van der Stoel hekelde als ambassadeur bij de Verenigde Naties. De ongehuwde Van der Stoel (hij was gescheiden) zou geen 'gezellige ontvangsten' kunnen houden. 'Deze rancuneuze oprisping heeft Boons reputatie als topdiplomaat, zowel binnen de diplomatieke wereld als daarbuiten, geen goed gedaan', noteerde Het Parool in zijn necrologie (3 mei 1991). NRC Handelsblad karakteriseerde hem als 'weerbarstig' en 'beminnelijk'.

## Nevenfuncties
Boon bekleedde een groot aantal nevenfuncties, waaronder:
- voorzitter van de Stichting Praemium Erasmianum
- voorzitter van de Museumraad
- voorzitter van de curatoria Nederlands Instituut voor het Nabije Oosten
- voorzitter van de Vereniging voor Nederlandse Amateurarcheologen
- voorzitter van Johns Hopkins International School in Bologna
- lid van de Maatschappij der Nederlandse Letterkunde
- lid van West-Europese Adviesraad van Radio Free Europe

## Onderscheidingen
Hij kreeg (onder meer) de volgende eretekens:
- Grootofficier in de Orde van Oranje-Nassau
- Ridder in de Orde van de Nederlandse Leeuw
- Grootkruis in de Orde van Verdienste van Adolf van Nassau

## Persoonlijk
Boon was vernoemd naar zijn grootvader van moederskant, Hendrik Nicolaas Mees (1857-1895), en was zelf gehuwd met een telg van het geslacht Mees, zijn achter-achternicht de psychologe Charlotte Talitha Mees (Rotterdam, 1 januari 1913-'s-Gravenhage, 30 maart 2008), een dochter van Willem Cornelis Mees (1882-1970), oprichter en directeur van de Rotterdamsche Scheepshypotheekbank N.V. en medeoprichter van de Volksuniversiteit Rotterdam, en jonkvrouw Arnoldine Johanne Elizabeth Berg (1884-1981). Zij was een zusje van Adine Mees. Het echtpaar Boon-Mees kreeg vier dochters.

## Publicaties
- Rève et réalité dans l'oeuvre économique et sociale de Napoléon III (proefschrift), 's-Gravenhage, Nijhoff, Den Haag (1936).[4]
- De ontwikkeling der internationale handelspolitiek sinds 1931 (circa 1838).[5]
- Bagatellen uit de diplomatieke dienst. Herinneringen van 35 jaar Buitenlandse Zaken, Rotterdam, Donker (1972).
- Afscheidsaudiëntie. Tien studies uit de diplomatieke praktijk, Rotterdam, Donker (1976)
- Uitgevaren thuisgevaren. Schetsen en silhouetten uit het leven buitengaats en binnenboord, Rotterdam, Donker (1978).
- Indonesische dagboeknotities van dr. H. N. Boon 1946-1949, bewerkt door Cees Wiebes en Bert Zeeman, Houten, De Haan (1986).

En verder artikelen in De Gids, Annuaire Grotius, Realtà Nuova en Sta vast, het orgaan van het Oud-Strijders Legioen.